# Duckeanthidium cibele
Duckeanthidium cibele là một loài ong trong họ Megachilidae. Loài này được Urban miêu tả khoa học đầu tiên năm 1995.